# Pseudodistoma arborescens
Pseudodistoma arborescens is een zakpijpensoort uit de familie van de Pseudodistomidae. De wetenschappelijke naam van de soort is voor het eerst geldig gepubliceerd in 1967 door Millar.